# Третье убийство
«Третье убийство» (яп. 三度目の殺人 Sandome no Satsujin) — художественный фильм режиссёра Хирокадзу Корээды. Премьера фильма состоялась на 74-м Венецианском международном кинофестивале.

## Сюжет
В начале фильма мы видим убийство человека, которого грабят, обливают бензином, а затем сжигают.
Подозреваемому в этом убийстве Мисуми приходится защищать себя в суде с помощью адвоката Томоаки Сигэмори. Поскольку Мисуми уже дважды был осуждён за убийство 30 лет назад, на этот раз ему грозит смертная казнь. Мисуми, однако, всё больше запутывается в показаниях и утверждает, что не может точно вспомнить, что произошло. В какой-то момент он утверждает, что его наняла жена убитого, чтобы получить страховую выплату. Для участников судебного процесса, желающих узнать правду, эта ситуация становится всё более невыносимой.
Улики по делу заставляют Сигэмори сомневаться в том, что на самом деле произошло.

## В ролях
- Масахару Фукуяма — Томоаки Сигэмори
- Кодзи Якусё — Мисуми Такаси
- Судзу Хиросэ — Сакиэ Яманака
- Юки Саито — мать Сакиэ
- Котаро Ёсида — Дайсуке Сетцу
- Синносукэ Мицусима — Кавасима
- Идзуми Мацуока — Акико Хаттори
- Микако Итикава — Синохара
- Исао Хасидзумэ — Акихиса Сигэмори
- Аджу Макита — дочь Томоаки
- Хадзимэ Иноуэ — Оно.

## Производство
Написать сюжет судебного триллера режиссёра вдохновил разговор с другом, адвокатом, о его опыте работы в суде. Корээда узнал, что существует разрыв между представлением японцев о суде как о месте, где люди добиваются правды, и тем, чем он является на самом деле: местом, где адвокаты «вносят коррективы в конфликт [интересов]». В основу своего сценария Корээда положил рассуждения на тему «что произойдет, если адвокат действительно захочет узнать правду?».
В процессе работы над фильмом написать сценарий было самой трудной частью для режиссёра, поскольку он не знал, как работают адвокаты. В течение нескольких месяцев он собрал семь адвокатов, чтобы провести инсценировки судебных процессов и допросов преступников, при этом он записывал их стиль речи и ход мыслей.
Ещё одной сложностью в работе над фильмом (помимо написания сюжета) стало использование формата CinemaScope, который режиссёр не использовал в своих предыдущих фильмах.

## Восприятие
На сайте Rotten Tomatoes фильм имеет рейтинг 87 % основанный на 83 отзывах, со средней оценкой 7.05/10. Консенсус критиков гласит: «Фильм удовлетворительно справляется с тяжелыми темами, хотя и не стоит в одном ряду с лучшими работами режиссёра Хирокадзу Корээда». На Metacritic средневзвешенная оценка составляет 66 из 100 на основе 12 рецензий, что указывает на «в целом положительные отзывы».
Дебора Янг из The Hollywood Reporter дала положительную рецензию на фильм, заявив, что «хотя фильм отличается по ощущениям от проницательных семейных историй японского режиссера, таких как „После бури“, он обладает той же ясностью мысли и точностью изображения, что и его лучшие работы».

## Награды и номинации
- 2017 — участие в основной конкурсной программе Венецианского кинофестиваля.
- 2018 — 6 премию Японской киноакадемии: лучший фильм, лучший режиссёр (Хирокадзу Корээда), лучший сценарий (Хирокадзу Корээда), лучший актёр второго плана (Кодзи Якусё), лучшая актриса второго плана (Судзу Хиросэ), лучший монтаж (Хирокадзу Корээда). Кроме того, лента получила ещё 4 номинации: лучшая операторская работа (Микия Такимото), лучшая музыка (Людовико Эйнауди), лучший звук (Кадзухико Томита), лучшее освещение (Норикиё Фудзии).
- 2018 — 5 номинаций на Азиатскую кинопремию: лучший фильм (Хирокадзу Корээда), лучшая актриса второго плана (Судзу Хиросэ), лучший монтаж (Хирокадзу Корээда), лучшая операторская работа (Микия Такимото), лучшая работа художника-постановщика (Ёхэй Танэда).